# Teatro in Italia

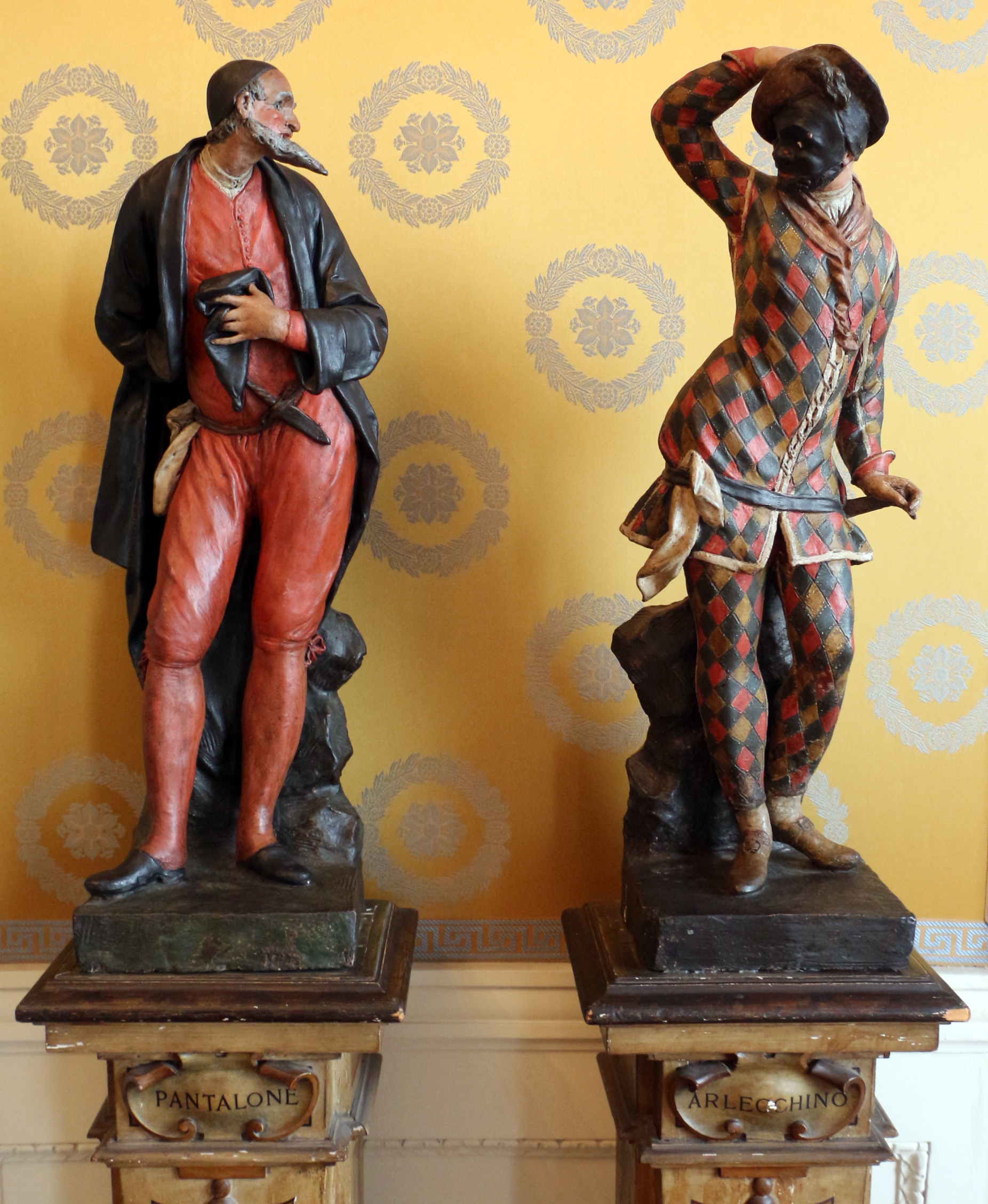
Statuette di Pantalone e Arlecchino, due personaggi della Commedia dell'arte, nel Museo teatrale alla Scala

Il teatro in Italia ha origine nell'antichità greca e romana. Nel medioevo, si può supporre che esistessero due linee principali sulle quali si sviluppava il teatro italiano: la prima, composta dalla drammatizzazione delle liturgie cattoliche e della quale conserviamo maggiori documentazioni, e la seconda, formata da tutte quelle forme pagane di spettacolo che comprendevano le messinscene per le feste di città, gli allestimenti a corte dei giullari, i canti dei trovatori e così via.
Il teatro del Rinascimento segnò l'inizio del teatro moderno: grazie alla riscoperta e allo studio dei classici, si recuperarono e tradussero gli antichi testi teatrali, che ben presto vennero inscenati a corte e nei saloni curtensi, per poi spostarsi in veri e propri teatri. In tal modo l'idea di teatro si avvicinò a quella odierna: una rappresentazione in un luogo deputato cui il pubblico partecipa.
Il teatro barocco fece la sua comparsa all'inizio del XVII secolo. Nasceva per filiazione dalla tragedia del rinascimento. I testi drammatici cominciarono a perdere il primato nei teatri cortigiani dove gli si preferiva l'effetto scenico e rappresentazioni come il balletto, appena giunto dalla Francia. Contemporaneamente nacque la Commedia dell'Arte e i personaggi della stessa furono diffusi in tutta Europa. La contingenza della nascita dei teatri pubblici a pagamento, prima a Venezia e a Genova (Teatro del Falcone) e poi in tutto il resto d'Italia, imposero questo tipo di teatro, che nasceva dagli attori di strada, i buffoni e i saltimbanchi che si esibivano nelle fiere di paese.
Il XVIII secolo è stato un periodo difficile per il teatro italiano. Diffusasi in tutta Europa la commedia dell'arte, questa subì un evidente declino in quanto si evidenziò il calo di drammaturgia e una poca attenzione ai testi che essa offriva, rispetto alle altre opere provenienti dal resto d'Europa. Durante il XIX secolo, nacque il Dramma romantico. Nella seconda metà del secolo, la tragedia romantica cedette il posto al Teatro verista. Un'evoluzione simile al dramma teatrale avviene nel campo del teatro per musica. Il Melodramma romantico sostituisce, all'inizio di questo secolo, l'Opera buffa di stampo napoletano e poi veneziano. 
Durante il XX secolo nascono importanti autori drammaturghi che pongono le basi per il Teatro italiano moderno. All'inizio del secolo si fecero sentire forti le influenze delle Avanguardie storiche: Futurismo, Dadaismo e Surrealismo. Soprattutto il futurismo cercò di cambiare l'idea di teatro moderno adattandola alle nuove idee. Nel contempo nacque, e fu un fenomeno tutto italiano o quasi, il Teatro grottesco. Il secondo dopoguerra fu caratterizzato dal Teatro di rivista.

## Antichità

### Il teatro greco in Italia

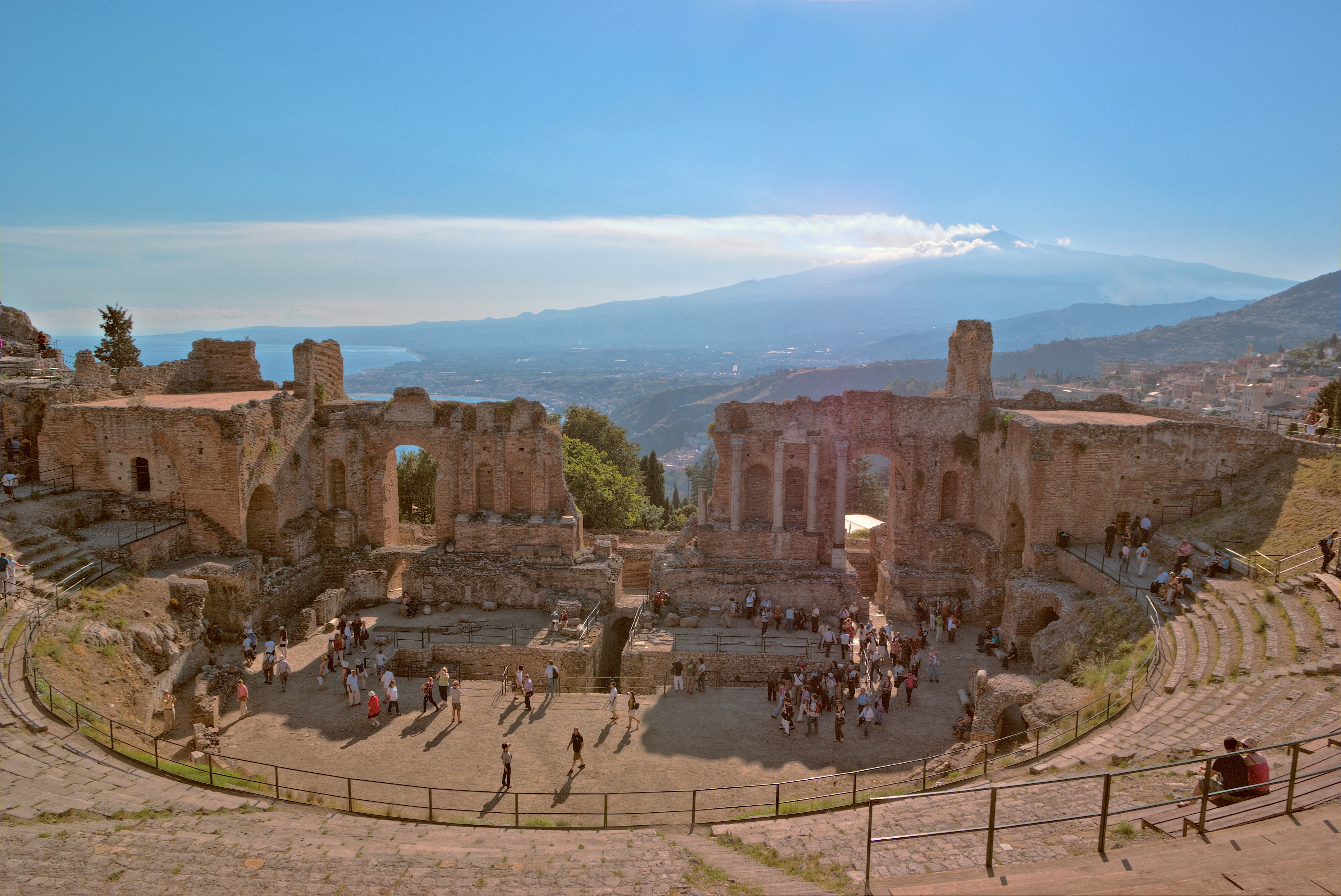
Teatro antico di Taormina

I coloni greci siciliani della Magna Grecia, ma anche campani e pugliesi, portarono dalla madre patria anche l'arte teatrale. I teatri di Siracusa, Segesta, quello di Tindari, il Teatro di Hippana, il Teatro di Akrai, il Teatro di Monte Jato, il Teatro di Morgantina e il più famoso Teatro greco di Taormina, lo dimostrano ampiamente.
Non conosciamo i programmi di questi teatri, anche se ci sono rimasti frammenti di opere drammaturgiche originali, non è difficile intuire che non mancassero i classici, le tragedie dei tre grandi giganti Eschilo, Sofocle ed Euripide e le commedie di Aristofane. Il Teatro romano risentì in maniera massiccia dal teatro che arrivava dal sud dell'Italia.
Alcuni celebri drammaturghi in lingua greca provenivano direttamente dalla Magna Grecia. Altri, come Eschilo ed Epicarmo, lavorarono per lungo tempo in Sicilia. Epicarmo si può ritenere siracusano a tutti gli effetti, avendo lavorato per tutta la vita presso i tiranni di Siracusa. La sua commedia precorse quella del più celebre Aristofane mettendo in scena, per la prima volta in commedia gli dei. Mentre Eschilo, dopo un lungo soggiorno nelle colonie sicule morì proprio in Sicilia nella colonia di Gela nel 456 a.C..
Epicarmo e Formide, ambedue del VI secolo a.C., stanno alla base, per Aristotele, dell'invenzione della commedia greca, come dice nel suo libro sulla Poetica.
(Aristotele, Poetica)
Altri autori drammatici nativi della Magna Grecia, oltre al siracusano Formide che abbiamo citato, sono: Acheo di Siracusa, Apollodoro di Gela, Filemone di Siracusa e il di lui figlio Filemone il giovane. Dalla Calabria, precisamente dalla colonia di Turii, provengono il commediografo Alessi e Eraclide.
Mentre Rintone, pur se siciliano di Siracusa, lavorò quasi essenzialmente per la colonia di Taranto.

### Il teatro italico

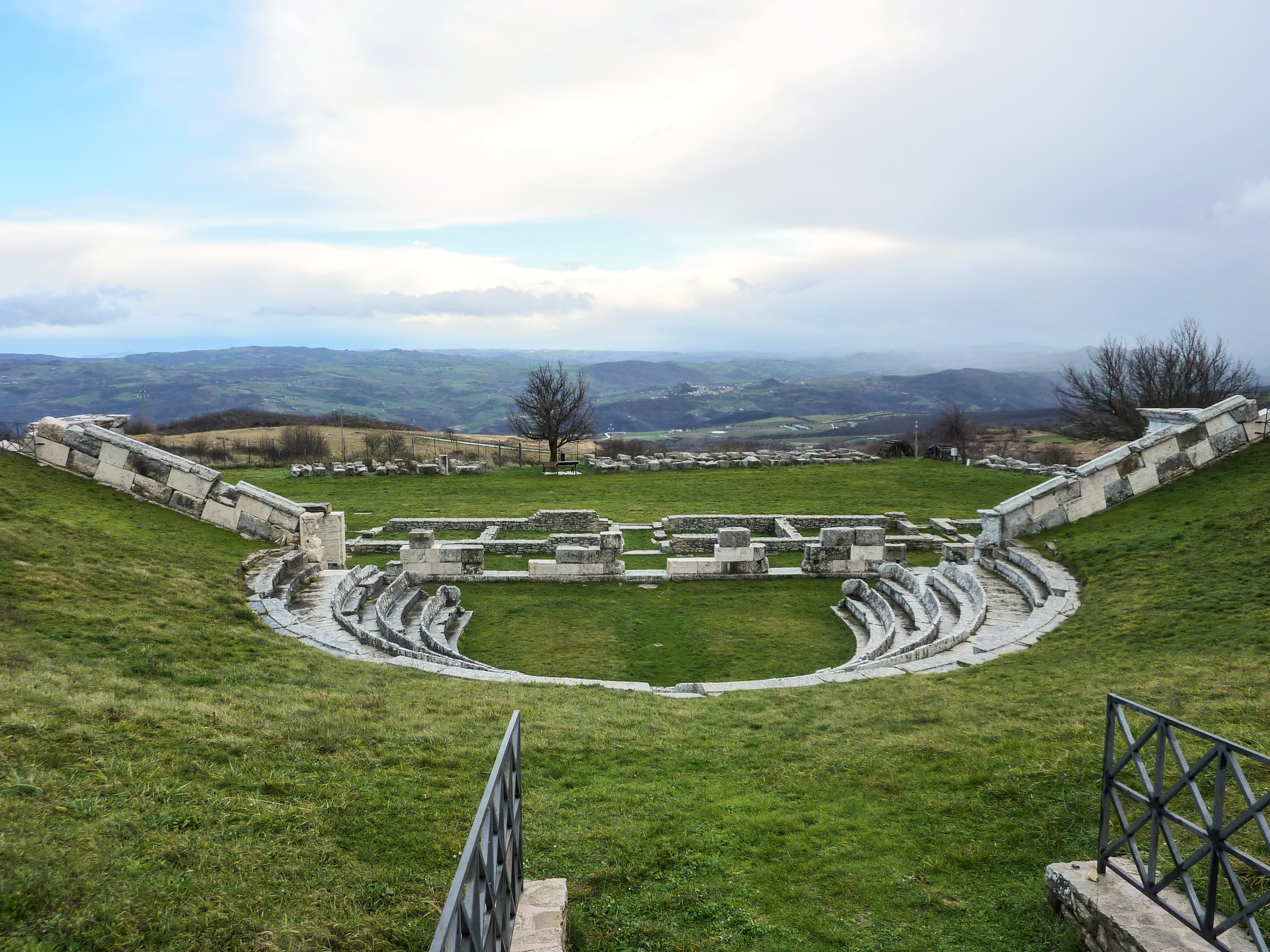
Teatro Sannita a Pietrabbondante

Anche le popolazioni italiche come gli Etruschi sappiamo che avevano già sviluppato forme di letteratura teatrale.
La leggenda, riportata anche da Tito Livio, parla di una pestilenza che aveva colpito Roma, ai primordi, e la richiesta di istrioni etruschi. Lo storico romano rifiuta così la filiazione dal teatro greco prima dei contatti con la Magna Grecia e le sue tradizioni teatrali.
Purtroppo non sono rimaste testimonianze architettoniche e artistiche del teatro etrusco. Una fonte molto tarda, come lo storico Varrone, cita il nome di un certo Volnio che scriveva tragedie in lingua etrusca. Anche i Sanniti avevano delle forme rappresentative originali che, come vedremo, avranno molta influenza sulla drammaturgia romana come le commedie Atellane, abbiamo anche alcune testimonianze architettoniche come il teatro di Pietrabbondante in Molise, e quello di Nocera Inferiore sopra il quale i romani costruirono il proprio. La costruzione dei teatri sanniti di Pietrabbondante e Nocera ci fanno capire la filiazione architettonica dal teatro greco.

### Il teatro romano
Con la conquista della Magna Grecia i romani vennero in contatto con la cultura greca, quindi anche con il teatro. Probabilmente già in precedenza, dopo le guerre con i Sanniti, i romani avevano già conosciuto l'arte rappresentativa, ma anche le rappresentazioni sannite, a loro volta, erano influenzate da quelle greche.
L'apice dell'espressione del teatro romano fu raggiunto, per la commedia da Livio Andronico nativo della Magna Grecia, probabilmente Taranto, che fu il legame fra il Teatro greco e quello latino. Autore meno famoso, ma sempre ponte di collegamento tra i greci e delle colonie italiane e i latini fu il campano Nevio, vissuto al tempo delle guerre puniche.
Nevio tentò di creare un teatro politicizzato, sullo stile ateniese di Aristofane, ma gli strali del poeta colpivano troppo spesso gens famose come quella degli Scipioni. Per questo motivo il drammaturgo fu esiliato ad Utica dove morì povero. Al contrario Quinto Ennio, anche lui della Magna Grecia, usò il teatro per incensare le famiglie nobili romane.

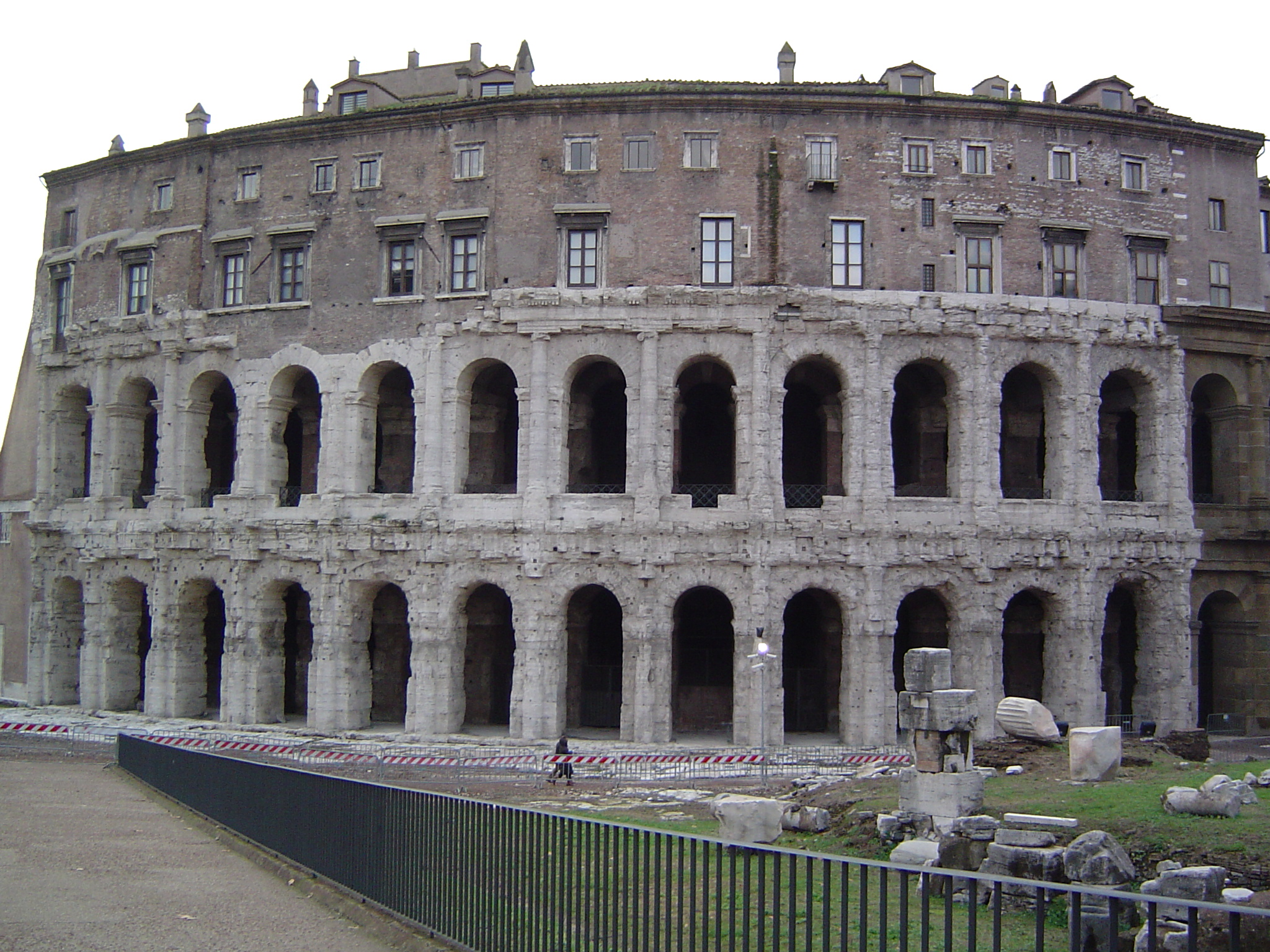
Teatro di Marcello a Roma

I maggiori epigoni della commedia latina, ancora legata alla commedia greca, furono Plauto e Terenzio che romanizzarono i testi delle commedie greche. Plauto è considerato un poeta più popolare, così come Cecilio Stazio, mentre Terenzio viene considerato più un purista così come Afranio considerato il Menandro latino. In ambito tragico Seneca fu il maggiore fra i latini, ma il filosofo non raggiunse mai le vette degli esempi greci. Mentre un tragico d'impronta latina fu Ennio, le cui opere furono molto apprezzate dal patriziato.
Molti furono i passaggi che portarono dalla primitiva commedia latina ai grandi commediografi citati sopra.
Il teatro romano era simile a quello greco, sia dal punto di vista architettonico che dall'abbigliamento degli attori. Questi usavano maschere e coturni come quelli greci.
Anche i teatri romani avevano una cavea e una scenografia fissa tripartita. Molte scenografie sono rimaste a testimonianza di questa tipologia, sia nelle colonie come a Leptis Magna, oggi in Libia, che l'ha quasi integra. In Italia è più rara da trovare in condizioni simili.
A Roma, probabilmente, la commedia fu più gradita della tragedia, data anche l'originalità dei testi che si svincolava dalla tradizione greca con temi più vicini alla realtà quotidiana.
La vera espressione popolare del teatro romano può essere individuato nella rappresentazioni dette Atellane. Queste erano delle commedie satiriche d'impronta Osco-sannita recitate nel dialetto locale, e poi diffuse anche nel resto dell'Impero, nella stessa Roma in primis.

## Medioevo
Le origini del teatro italiano sono fonte di dibattito fra gli studiosi, non essendo ancora esse chiare e rintracciabili con fonti certe. Sappiamo che dalla fine del teatro latino, che in parte combaciò con la caduta dell'Impero romano, vennero rappresentati ancora mimi e commedie. Accanto a questa forma pagana di rappresentazione, agita per lo più da trovieri e attori girovaghi dei quali non abbiamo alcuna fonte scritta diretta, il teatro rinacque, in epoca medievale, dalle funzioni religiose e dalla drammatizzazione di alcuni tropi dei quali il più celebre e antico pervenutoci è il breve Quem quaeritis? del X secolo, ancora in lingua latina.

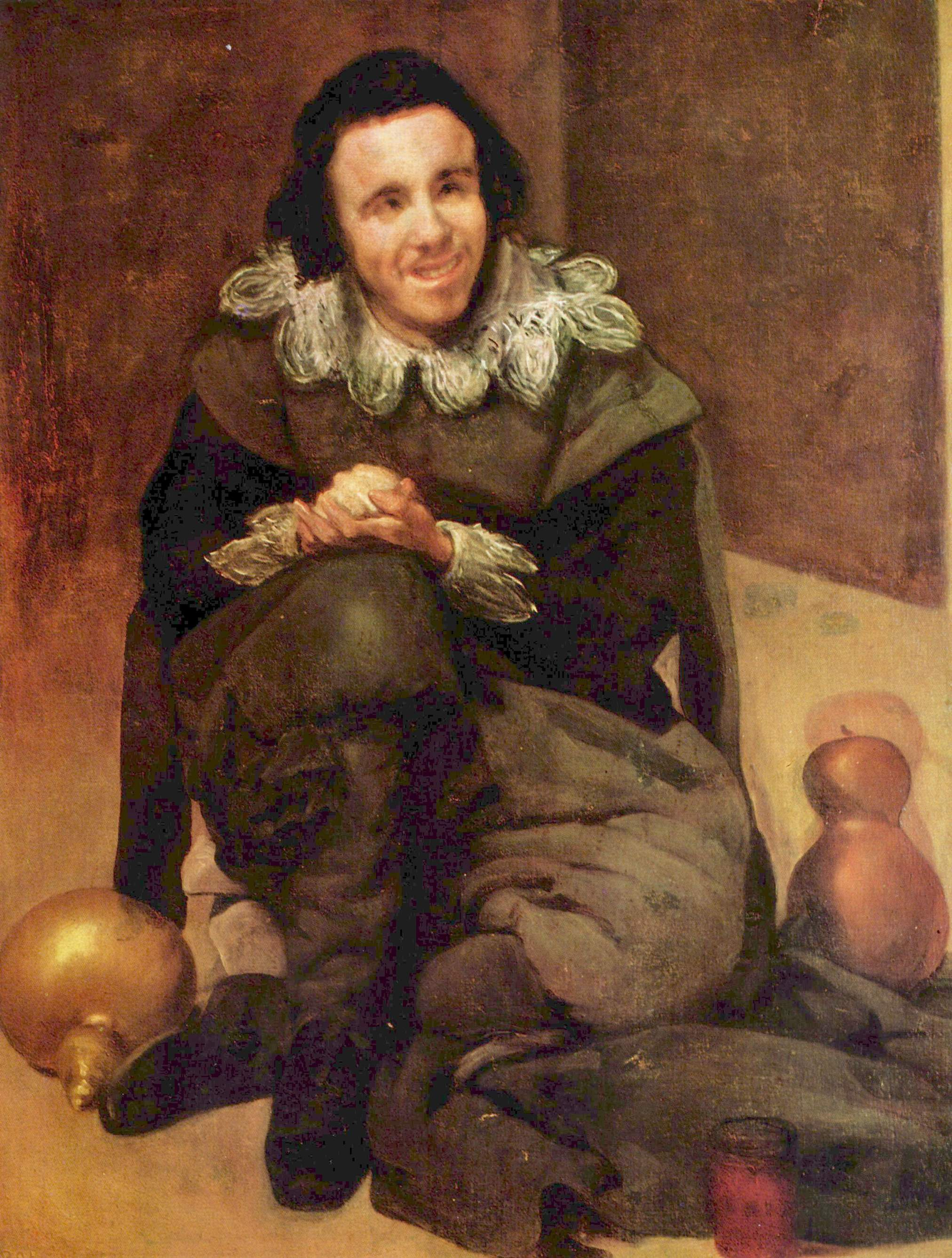
Diego Velázquez, Ritratto del buffone Juan Calabazas

Si può supporre, dunque, che esistessero due linee principali sulle quali si sviluppava l'antico teatro italiano: la prima, composta dalla drammatizzazione delle liturgie cattoliche e della quale conserviamo maggiori documentazioni, e la seconda, formata da tutte quelle forme pagane di spettacolo che comprendevano le messinscene per le feste di città, gli allestimenti a corte dei giullari, i canti dei trovatori e così via.

### Teatro medievale
Lo storico del teatro ha quindi basato il suo metodo di ricerca, nel campo delle origini del teatro italiano, non solo sull'effettivo studio della propria materia ma unendo ad essa anche lo studio etnologico e antropologico nonché quello degli studi religiosi in senso ampio.
La Chiesa, che trovò nella drammatizzazione delle liturgie un'accoglienza più che favorevole da parte delle masse, come dimostra lo sviluppo della pratica teatrale nelle festività maggiori, paradossalmente ebbe un comportamento contraddittorio nei confronti di esse: se da un lato ne permise e incoraggiò la diffusione, dall'altra ne deprecò sempre la prassi, perché fuorviante dai principi del cattolicesimo. La stessa sorte subirono gli spettacoli pagani, dove ben più aspri furono i giudizi e le misure prese dai religiosi: ancora nel 1215, una Costituzione del Concilio Lateranense proibiva ai chierici (tra le altre cose) di avere contatti con istrioni e giocolieri. Il forte contrasto dell'autorità religiosa alla pratica teatrale decretò una serie di circostanze che differenziano il teatro medievale (che ancora non si può definire "italiano" in senso stretto) da quello conosciuto dall'Umanesimo in poi, molto più vicino al concetto moderno di rappresentazione teatrale. Per oltre dieci secoli non vi fu mai la costruzione di uno stabile teatrale, a differenza di quanto avveniva nella Grecia antica e nella Roma imperiale.

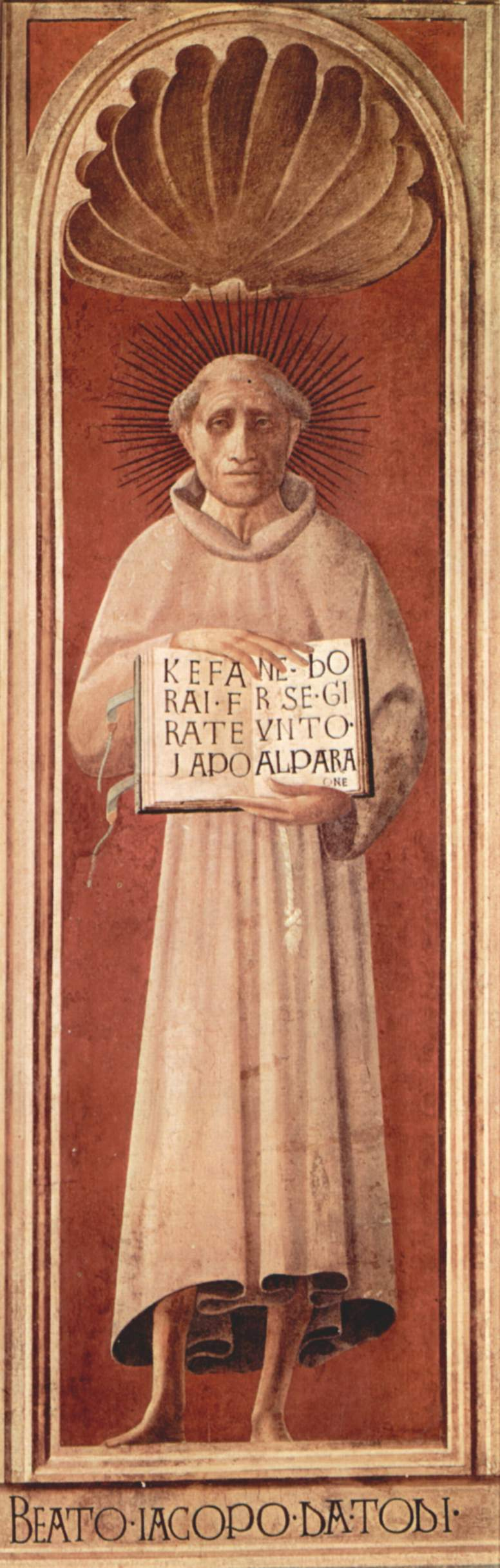
Jacopone da Todi in un affresco di Paolo Uccello nel duomo di Prato

Nonostante le numerose restrizioni, la drammaturgia in volgare si sviluppa proprio grazie ai trovieri e ai giullari, che cantano, liuto alla mano, dei più disparati argomenti: dall'amore spinto verso le donne agli sberleffi nei confronti dei potenti. Abbiamo testimonianza nel Ritmo laurenziano del 1157 e in altri ritmi più o meno coevi come il Ritmo di Sant'Alessio, della drammatizzazione in versi da parte di anonimi in lingua volgare, sebbene la metrica sia ancora debitrice della versificazione latina. Più celebre è il Rosa fresca aulentissima del XIII secolo, di Ciullo d'Alcamo, vero e proprio mimo giullaresco destinato alla rappresentazione scenica, che non risparmia nei versi doppi sensi e battute fin troppo licenziose nei confronti del gentil sesso.
Ancor più articolati furono i testi di Ruggieri Apuliese, giullare del XIII secolo di cui si hanno poche o nulle notizie, per lo più discordanti, ma nei quali vi si rintraccia una sardonica capacità di parodiare e drammatizzare gli eventi, racchiusi nei suoi vanti e serventesi. Nel corso del Duecento, tuttavia, la prosa giullaresca in volgare subisce una battuta d'arresto causa la marginalità degli eventi cui era legata: rappresentazioni curtensi, spettacoli di piazza, e altro di cui la cronaca non conserva memoria.

#### Teatro religioso medievale
Fiorisce invece nel medesimo periodo la lauda drammatica, che si evolverà poi nella Sacra rappresentazione: la lauda, di derivazione dalla ballata popolare, si componeva di stanze rappresentate dapprima in versi, poi in forma di dialogo. L'esempio di trasformazione in dramma dialogico lo abbiamo grazie alla Donna de Paradiso di Iacopone da Todi, dove su un argomento religioso si articola il dialogo tra il Nunzio, la Madonna e Gesù: vi si riscontra un fine intervento linguistico e lessicale (il linguaggio dimesso della Madonna e del Cristo rispetto a quello del Nunzio) e un'abile capacità di drammatizzazione dell'evento. È doveroso sottolineare che tale tipo di teatralità religiosa non si diffuse propriamente in seno alla Chiesa, ma si sviluppò soprattutto in Umbria a seguito di una grave pestilenza che decimò il paese, grazie alle confraternite dei Disciplinati, congreghe di fedeli use all'autoflagellazione, che in virtù dei loro atti religiosi ben coniugavano le processioni di pentimento all'accompagnamento con laudi drammatiche. Se esse trovarono rappresentazione a Orvieto, come in altri centri umbri (si ricorda il celebre Miracolo di Bolsena), un altro importante epicentro di produzioni di laude fu L'Aquila, dove l'articolazione delle stesse era tale da necessitare tre giorni per una rappresentazione completa (come nel caso dell'anonima Leggenna de Sancto Tomascio).
La Sacra rappresentazione, ultimo celebre capitolo del teatro religioso medievale, si sviluppò a partire dal XV secolo in Toscana ed ebbe fortuna anche nei secoli successivi sebbene perderà la caratteristica di principale protagonista del teatro italiano. Come già la laude si agiva nei luoghi esterni all'edificio ecclesiastico, e veniva recitata sia in latino che in volgare. A differenza delle laudi, i testi ci sono pervenuti in numero non esiguo e recano la firma di grandi nomi, non ultimo quello di Lorenzo il Magnifico la cui La rappresentazione dei Santi Giovanni e Paolo denota una certa ricchezza di stile e complessità di intreccio drammatico.
Mario Apollonio riconosce una sostanziale differenza, a livello strettamente teatrale, tra la lauda e la sacra rappresentazione: se la prima è rivolta all'edificazione religiosa, la seconda non cela l'interesse per lo spettacolo o spettacolarizzazione, da cui deriva una maggiore attenzione al testo - non per nulla steso da eruditi - all'artificio scenico, all'apporto scenografico come supporto importante alla rappresentazione.
Si può dunque ammettere con certezza che, in forme diverse, sull'intero territorio italiano la pratica teatrale rimase viva e fortemente connessa al culto religioso: in misura minore, alle manifestazioni collettive come le feste di corte e le sagre.

#### Commedia elegiaca
Un capitolo a parte rispetto alla rappresentazione religiosa è costituito da quelle produzioni in versi latini note come commedie elegiache (commedie latine medievali). Si tratta di un insieme di testi della latinità medievale, composti prevalentemente forma  metrica del distico elegiaco  e caratterizzati, quasi sempre, dall'alternanza di dialoghi e parti narrate e dai contenuti comici e licenziosi. 

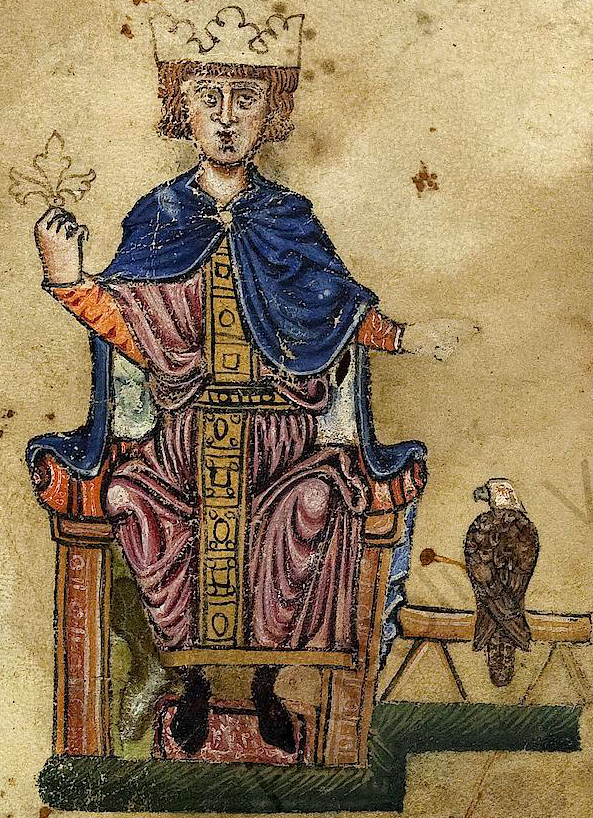
Federico II di Svevia

La fioritura del genere si inscrive principalmente all'interno della stagione europea della cosiddetta rinascita del XII secolo e risente dei fermenti di quella temperie culturale che il filologo Ludwig Traube chiamò aetas Ovidiana. nel suo insieme, si trattò di un fenomeno che non si può certo affermare come italiano: anzi, l'Italia fu appena lambita da questo fenomeno, in un'epoca più tarda, il XIII secolo: tutte le produzioni italiane di  rimandano all'ambiente della corte e della cancelleria di Federico II di Svevia (la singolare De Paulino et Polla di Riccardo da Venosa, e la De uxore cerdonis, attribuita a Iacopo da Benevento)
Non è comunque chiara la loro genuina natura teatrale: non si sa, ad esempio, se fossero meri prodotti retorici o piuttosto opere destinate a una vera e propria messa in scena (in tal caso, si ritiene più probabile una recitazione con una sola voce); nemmeno si è in grado di apprezzare l'influenza sul sorgere del teatro medievale in volgare, anche se alcuni elementi comici sono passati al teatro. La piccola fioritura di questo genere conobbe una notevole fortuna; notevole è l'importanza nella storia letteraria, per l'influenza sugli autori successivi in lingue volgari, in particolare sulla fabliaulistica e la novellistica medievale di cui anticipano temi e toni, e sulla commedia umanistica del Quattrocento.

### La scenografia
Durante tutto il Medioevo nessuno stabile teatrale fu mai edificato, così che risulta impossibile parlare di architettura teatrale. Riguardo la scenografia, essa è completamente collocabile sul piano delle rappresentazioni sacre, poiché giullari e buffoni, trovieri e cantori non utilizzavano elementi di supporto che potessero aiutare lo spettatore nella figurazione della storia narrata. Il quasi nullo supporto iconografico pervenutoci rende ardua una ricostruzione fedele, ma d'aiuto sono state le liste delle "robe" delle Confraternite, giunte sino a noi, che testimoniano una ricchezza di suppellettili non paragonabili alla moderna concezione di teatro ma pur sempre di un certo spessore: molto nota è la lista della confraternita perugina di San Domenico, dove si ritrovano camicie, guanti, tonache, parrucche e maschere.
Le rappresentazioni, uscite dalla chiesa in cerca di luoghi più ampi di accoglimento e dove vi era possibilità di utilizzare artefici scenici non di certo graditi all'interno di mura consacrate, trovarono posto sui sagrati prima, nelle piazze poi finanche nelle strade della città, sia in forma di processione che non. Il supporto pittorico, che si rendeva necessario per una più completa riconoscibilità del luogo rappresentato e narrato, divenne anch'esso molto importante, sebbene non siano giunti sino a noi nomi di artisti che lavorassero per la loro realizzazione. C'è da tener bene presente che non esiste la figura di allestitore o scenografo, per cui tali lavori dovettero necessariamente sottostare alle richieste delle confraternite, e quasi certamente svolti da artisti improvvisati o di poca fama visto che il possibile guadagno era poco. Un certo gusto per la spettacolarizzazione, inoltre, sarebbe stato fortemente condannato dai religiosi per il pericolo idolatrico proprio dello spettacolo, costringendo sia le scene a un certo grado di morigeratezza - assolutamente non sinonimo di pacatezza o trascuratezza dell'impianto scenico e costumistico - sia i libretti di scena alla costrizione dei personaggi nella loro designazione tradizionale di derivazione dalle Sacre scritture, impedendone qualsiasi sviluppo personale.

### Umanesimo
L'età dell'Umanesimo, tra Trecento e Quattrocento, conosce la genesi e la fioritura della cosiddetta commedia umanistica, un fenomeno che può essere considerato di estrazione interamente italiana. Al pari delle commedie elegiache, si tratta di testi in latino, anch'essi di argomento licenzioso e paradossale. Al di là della consonanza di temi comuni (forse dovuta  anche alla loro natura di tòpoi letterari) non è chiaro il rapporto tra i due generi: di sicuro, le commedie umanistiche si mostrano più efficaci nell'attualizzare determinati temi, con una trasposizione su un piano elevato, in modo da mostrarli nella loro natura esemplare e utilizzarli come allusioni a situazioni della contemporaneità. A differenza della commedia elegiaca, si sa con certezza che le commedie umanistiche era destinate alla messa in scena. La fruizione avveniva nello stesso ambiente alto-culturale e universitario-goliardico nel quale venivano prodotte. In effetti, come è stato affermato, l'"operazione linguistico-espressiva che era alla base di queste opere comiche [...] poteva essere recepita e apprezzata solo in contesti culturali di alto livello, ma sensibili anche a una comicità di matrice goliardica: i circoli universitari rappresentarono quindi il naturale bacino di lettori e spettatori delle scritture teatrali umanistiche".
L'importanza della commedia umanistica risiede nel fatto che essa segna la genesi del "dramma profano", frutto non di un processo culturale dal basso, ma di un’invenzione dall’alto, compiuta da una borghesia cittadina colta e partecipe, in grado di cogliere ed elaborare i fermenti di un’epoca di grande trasformazione e rinnovamento. Si ponevano così le basi per un processo di affrancamento del teatro dalle forme religiose di rappresentazione e dalla chiesa cattolica, un'emancipazione che si sarebbe poi compiuta, in via definitiva e in breve tempo, senza attriti o conflitti con la curia papale, con le commedie in lingua italiana del teatro rinascimentale.

## Teatro nel Rinascimento

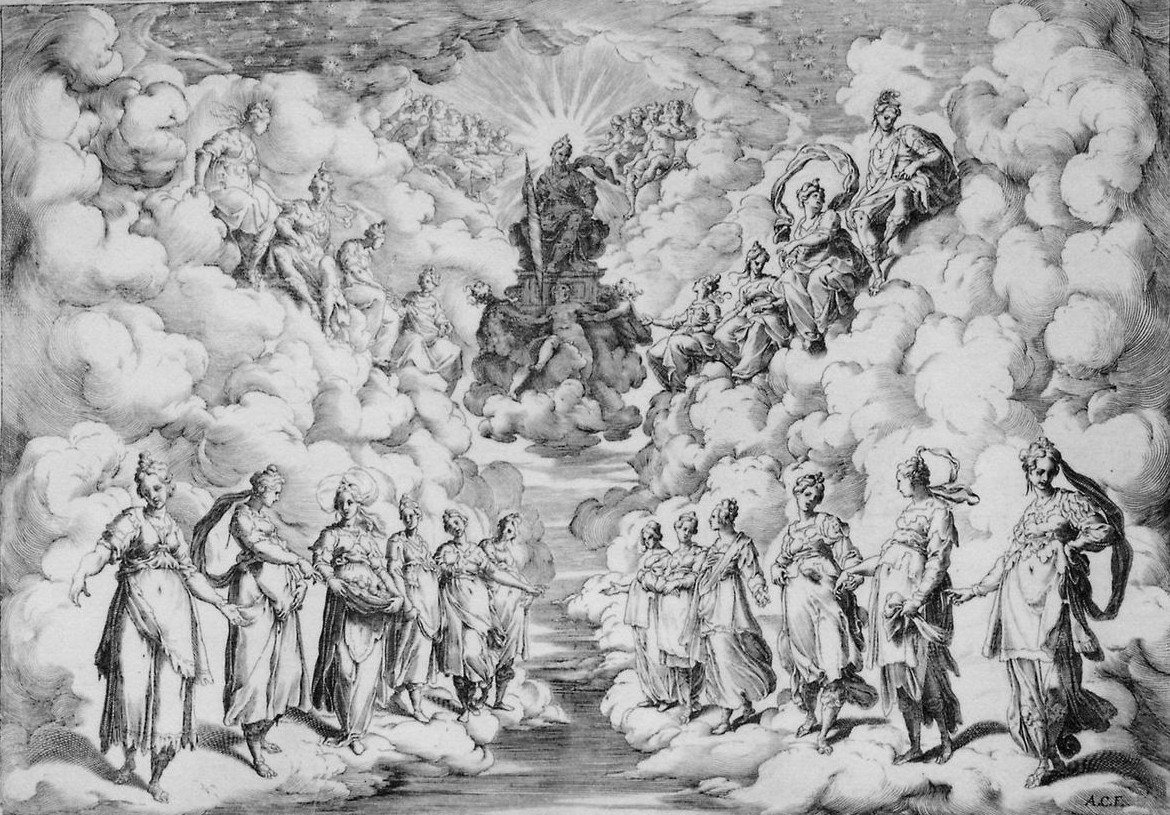
Intermezzo della Pellegrina di Girolamo Bargagli scenografia di Buontalenti

Il teatro del Rinascimento segnò l'inizio del teatro moderno: grazie alla riscoperta e allo studio dei classici, si recuperarono e tradussero gli antichi testi teatrali, che ben presto vennero inscenati a corte e nei saloni curtensi, per poi spostarsi in veri e propri teatri. In tal modo l'idea di teatro si avvicinò a quella odierna: una rappresentazione in un luogo deputato cui il pubblico partecipa.
Nel tardo XV secolo due città furono importanti centri per la riscoperta e il rinnovamento dell'arte teatrale: Ferrara e Roma. La prima, vitale fulcro dell'arte nella seconda metà del Quattrocento, vide la messinscena di alcuni dei più celebri lavori latini di Tito Maccio Plauto, rigorosamente tradotti in italiano. Il 5 marzo 1508 alla corte di Ferrara si rappresentò la prima commedia in italiano, La Cassaria di Ludovico Ariosto, debitrice del modello terenziano di commedia. I papi, invece, videro nel teatro uno strumento politico: dopo anni di osteggiamenti, il papato avallò finalmente l'arte teatrale, dapprima sotto lo sprone di Sisto IV della Rovere che grazie all'Accademia Romana di Pomponio Leto vide il rifacimento di molte commedie latine; successivamente il contributo di Papa Alessandro VI, amante delle rappresentazioni, permise la diffusione delle stesse a molte celebrazioni, tra cui i matrimoni e le feste.
Altro centro importante della rinascita del teatro moderno fu Firenze, dove prima in assoluto fu inscenata nel 1476 una commedia classica, l'Andria di Terenzio. Il capoluogo toscano si distinse, nel XV secolo, per l'enorme sviluppo della Sacra rappresentazione, ma ben presto una schiera di poeti, a partire da Agnolo Poliziano, diedero il loro contributo alla diffusione della commedia rinascimentale.
Una figura a sé stante è quella di Angelo Beolco detto Il Ruzante, autore di commedie in dialetto pavano, attore e regista spalleggiato dal mecenate Alvise Corner: sebbene la particolarità linguistica ne permise poco la diffusione in ambito italiano alternando periodi di celebrità e dimenticanza dell'autore nel corso dei secoli, egli rappresenta l'esempio di utilizzo del teatro come rappresentazione della società contemporanea, molto spesso vista dalla parte del contado. Venezia, nella quale si agiva uno scenario di variegate attività teatrali, sviluppò in ritardo la diffusione di quest'arte in virtù di un emendamento del 1508 del Consiglio dei Dieci, che proibiva l'attività teatrale. L'editto non fu mai pedissequamente osservato, e grazie a queste infrazioni si svilupparono il mariazo, l'egloga, la commedia pastorale, la commedia erudita o colta. Sempre Venezia vide difatti la nascita di una commedia anonima, La Venexiana, assai lontana dai canoni della commedia erudita, in cui si riflette uno spaccato licenzioso e brillante oltre che dissacrante della libertina aristocrazia della Serenissima. Un autore a sé, anch'esso carico di originalità creativa e teso alla bizzarria, è Andrea Calmo, poeta del quale ci son pervenute sei opere e che godette di una certa fama nella natìa Venezia.
A cavallo tra XV e XVI secolo Roma divenne il centro di una serie di studi sull'arte teatrale che permisero lo sviluppo della scena prospettica e della sperimentazione scenografica, grazie agli studi di Baldassarre Peruzzi, pittore e scenografo.

## Teatro barocco e Commedia dell'arte

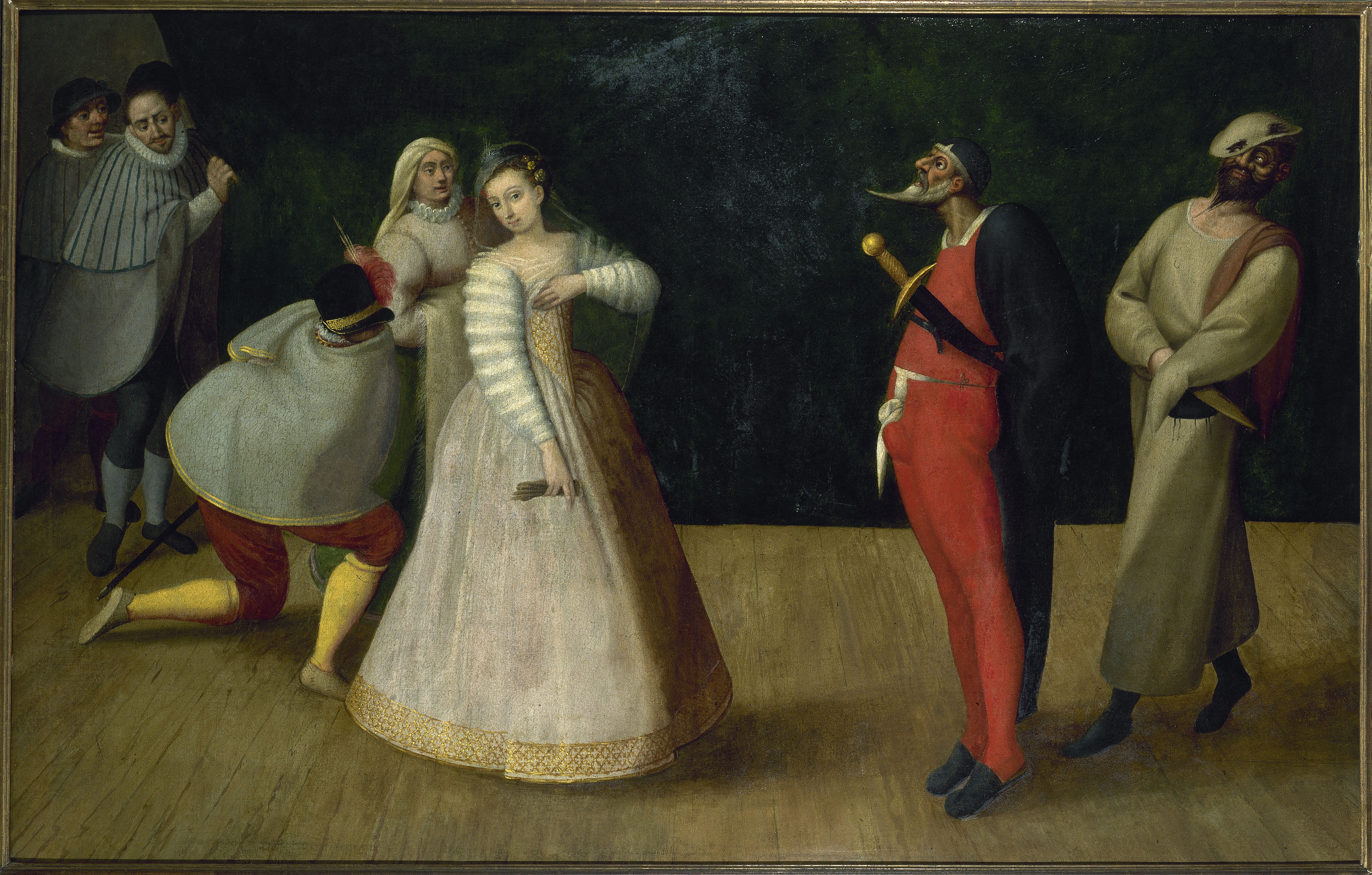
Commedia dell'arte, Compagnia dei Gelosi

Il teatro barocco fece la sua comparsa all'inizio del XVII secolo. Nasceva per filiazione dalla tragedia del rinascimento. I testi drammatici cominciarono a perdere il primato nei teatri cortigiani dove gli si preferiva l'effetto scenico e rappresentazioni come il balletto, appena giunto dalla Francia. In questo periodo l'Italia aveva perso il primato teatrale, nonostante i fasti delle rappresentazioni cortigiane. Dalla Francia venivano le tragedie di Jean Racine e Pierre Corneille, dalla Spagna le commedie degli autori del Siglo de Oro. Gli autori italiani presero spunto da questi nuovi testi adattandoli alla nostra lingua e cambiando i nomi e i luoghi. Fra questi si annoverano il raciniano Federico Della Valle e il traduttore dei testi spagnoli Giacinto Andrea Cicognini.
Contemporaneamente nacque la Commedia dell'Arte e i personaggi della stessa furono diffusi in tutta Europa. La contingenza della nascita dei teatri pubblici a pagamento, prima a Venezia e a Genova (Teatro del Falcone) e poi in tutto il resto d'Italia, imposero questo tipo di teatro, che nasceva dagli attori di strada, i buffoni e i saltimbanchi che si esibivano nelle fiere di paese. Questi, riunitosi in compagnie comiche, perseguirono una nuova drammaturgia popolare che proveniva dagli antichi Contrasti comici diffusi sin dal primo medioevo. In seguito le compagnie organizzate furono chiamate presso le corti principesche italiane. Una delle caratteristiche della Commedia dell'arte, al confronto con quella erudita del secolo precedente, fu la presenza di attori professionisti e l'introduzione delle attrici, in precedenza impersonate da attori maschi.

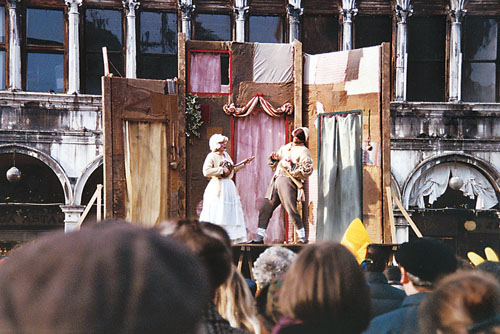
Uno spettacolo di strada della Commedia dell'arte durante il Carnevale di Venezia

Nacquero nuove commedie adattate alla recitazione a braccio, ovvero improvvisata, dei comici: il Canovaccio, ovvero un'indicazione di massima della trama. Il tema dell'improvvisazione è stato a lungo oggetto di dispute, anche recenti. In realtà vi sono molti testi dei comici dell'arte pubblicate sotto forma di canovaccio e altrettanti repertori comici legati a ciascuna maschera. La commedia dell'arte fu, in un primo tempo, un fenomeno esclusivamente italiano. Il recupero delle maschere aveva probabilmente come ispirazione il teatro romano, anche se è una delle tante ipotesi. Certi personaggi di stampo plautino hanno non poco influenzato quelli della commedia dell'arte. Il parallelo più evidente è quello del Capitan Spavento e il Miles gloriosus di Plauto.
Al di là di ciò, la commedia dei professionisti fu un fenomeno originale, che poi si diffuse in tutta Europa col nome di Commedia italiana. Fra le compagnie comiche più rappresentative citiamo la Compagnia dei Gelosi, la più famosa in assoluto. Anche altri attori si distinsero per la loro recitazione e i loro lazzi, fra i quali Tristano Martinelli, uno dei primi arlecchini della storia del teatro. Silvio Fiorillo fu invece quello che impose, anche nei teatri dell'Italia del nord, il personaggio di Pulcinella e molti altri attori legati alle varie maschere.
L'unica forma nuova di teatro che poteva competere con la commedia dell'arte era il melodramma, altrettanto diffuso in Europa, ed altrettanto apprezzato dagli stranieri. La diffusione di questi due generi, ma in particolare il melodramma, imposero l'italiano come la lingua principale del teatro, tanto che ancora nel '700, musicisti stranieri continuavano ad usare librettisti italiani. Il sodalizio Wolfgang Amadeus Mozart e Lorenzo da Ponte è forse l'esempio più noto di questa preponderanza dei libretti in italiano in tutte le corti europee.

## XVIII secolo

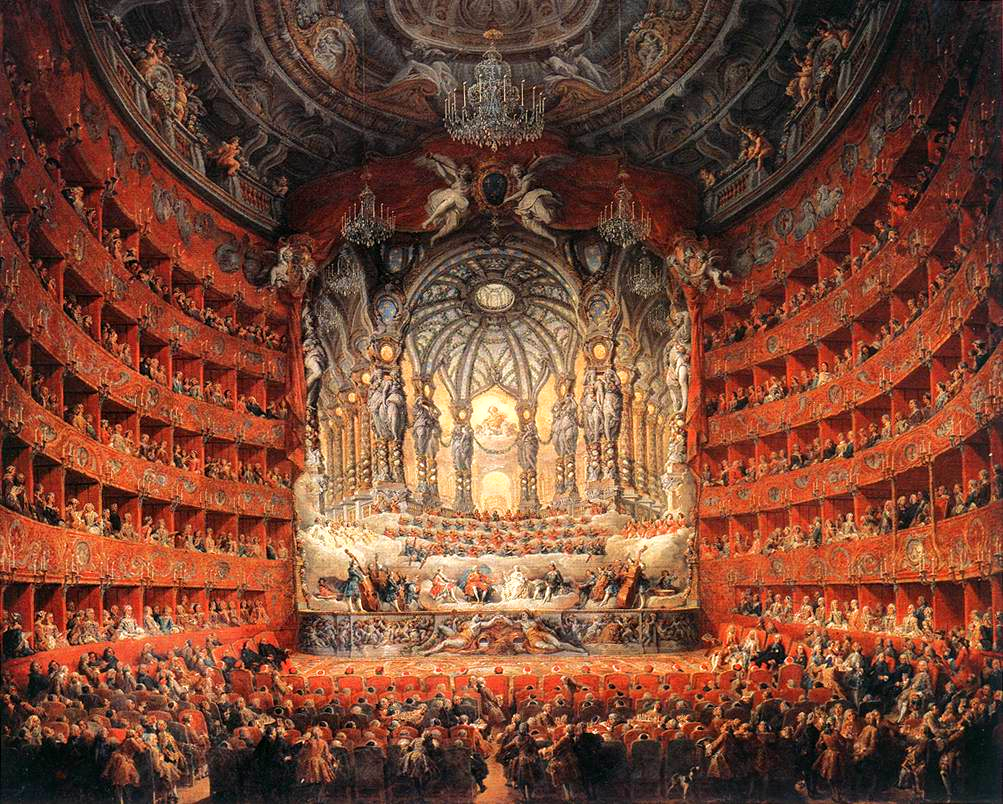
Giovanni Paolo Pannini, Teatro Argentina di Roma nel 1747

Questo secolo è stato un periodo difficile per il Teatro Italiano. Diffusasi in tutta Europa la commedia dell'arte, questa subì un evidente declino in quanto si evidenziò il calo di drammaturgia e una poca attenzione ai testi che essa offriva, rispetto alle altre opere provenienti dal resto d'Europa. Così, in questi anni bui, mentre la commedia dell'arte rimase comunque un'importante scuola durata più di cento anni, la tragedia, fece sentire ancor di più la sua mancanza, anche perché, importanti autori del periodo rinascimentale, non riuscirono ad offrire un ampio ventaglio di opere potendo così costruire le basi per una scuola futura. Un importante ruolo rispetto all'Europa, l'Italia lo ottenne solo grazie alla commedia del Goldoni ed al melodramma del Metastasio.
Ma qualche decennio prima della svolta riformatrice della commedia di Goldoni, già alcuni autori avevano fatto il tentativo di traghettare la commedia dell'arte verso una drammaturgia più legata alla realtà, usando come modello Molière. Fra questi i più importanti sono Giovan Battista Fagiuoli, Iacopo Angelo Nelli e Girolamo Gigli definiti pregoldoniani e precursori della commedia riformata, anche se il personaggio di Don Pilone del Gigli è così simile al Tartuffo di Molière da rischiarne il plagio.
Goldoni non irruppe nella scena del teatro come un rivoluzionario bensì come un riformatore. In un primo tempo assecondò il gusto del pubblico, ancora legato alle vecchie maschere. Nelle sue prime commedie è costante la presenza di Pantalone, Brighella e con un grande Arlecchino, forse l'ultimo di grosso calibro in Italia, come Antonio Sacco che recitava con la maschera di Truffaldino.
Per questa compagnia Goldoni scrisse importanti commedie come Il servitore di due padroni e La putta onorata.
Nel 1750 l'avvocato veneto scrisse il testo-manifesto della sua riforma della commedia: Il teatro comico. In questa commedia si mettono a confronto l'antica Commedia dell'Arte, e la sua Commedia riformata.
Carlo Goldoni usò nuove compagnie dalle quali sparirono le maschere, ormai troppo inverosimili in un teatro realista, così come sparirono i loro frizzi e lazzi, spesso estranei al soggetto. Nelle sue commedie riformate la trama ritorna ad essere il punto centrale della commedia e i personaggi più realistici. Su questa linea proseguì Francesco Albergati Capacelli, grande amico di Goldoni e suo primo seguace.
Il goldonismo fu fieramente contrastato da Pietro Chiari, che preferiva commedie più romanzesche e ancora di stampo barocco. In seguito s'accodò, nella critica alla riforma goldoniana, anche Carlo Gozzi che ostacolò la riforma, dedicandosi alla riesumazione dell'antica commedia dell'arte seicentesca ormai moribonda, ma ancora vitale nella sua variante accademica: la Commedia ridicolosa che, fino alla fine del secolo continuò ad usare le maschere e i personaggi di quella dell'arte.
La tragedia, in Italia, non ebbe lo sviluppo che aveva avuto, sin dal secolo precedente, nelle altre nazioni europee. L'Italia, in questo caso, pativa il successo della Commedia dell'arte. La strada della tragedia di stampo illuminista fu percorsa da Antonio Conti, con discreto successo.
Rivolta al teatro francese è l'opera di Pier Jacopo Martello che adattò alla lingua italiana il verso alessandrino dei francesi, che si chiamò verso martelliano. Ma il teorico maggiore che perseguì la strada di una tragedia italiana di stampo greco-aristotelico fu Gian Vincenzo Gravina. Le sue tragedie non ebbero però il successo sperato perché considerate poco adatte alla rappresentazione. Mentre il suo pupillo Pietro Metastasio adattò gli insegnamenti di Gravina applicandoli ai testi del melodramma. Altri librettisti come Apostolo Zeno e Ranieri de' Calzabigi lo seguirono su questa strada.
Il maggior tragediografo del primo Settecento, fu Scipione Maffei che riuscì a comporre finalmente una tragedia italiana degna di questo nome: la Merope. Nella seconda metà del secolo dominò la figura di Vittorio Alfieri, il più grande tragediografo italiano di tutti i tempi. Le sue tragedie hanno una forza drammatica mai espressa in precedenza e supera gli stessi modelli rinascimentali.

## XIX secolo

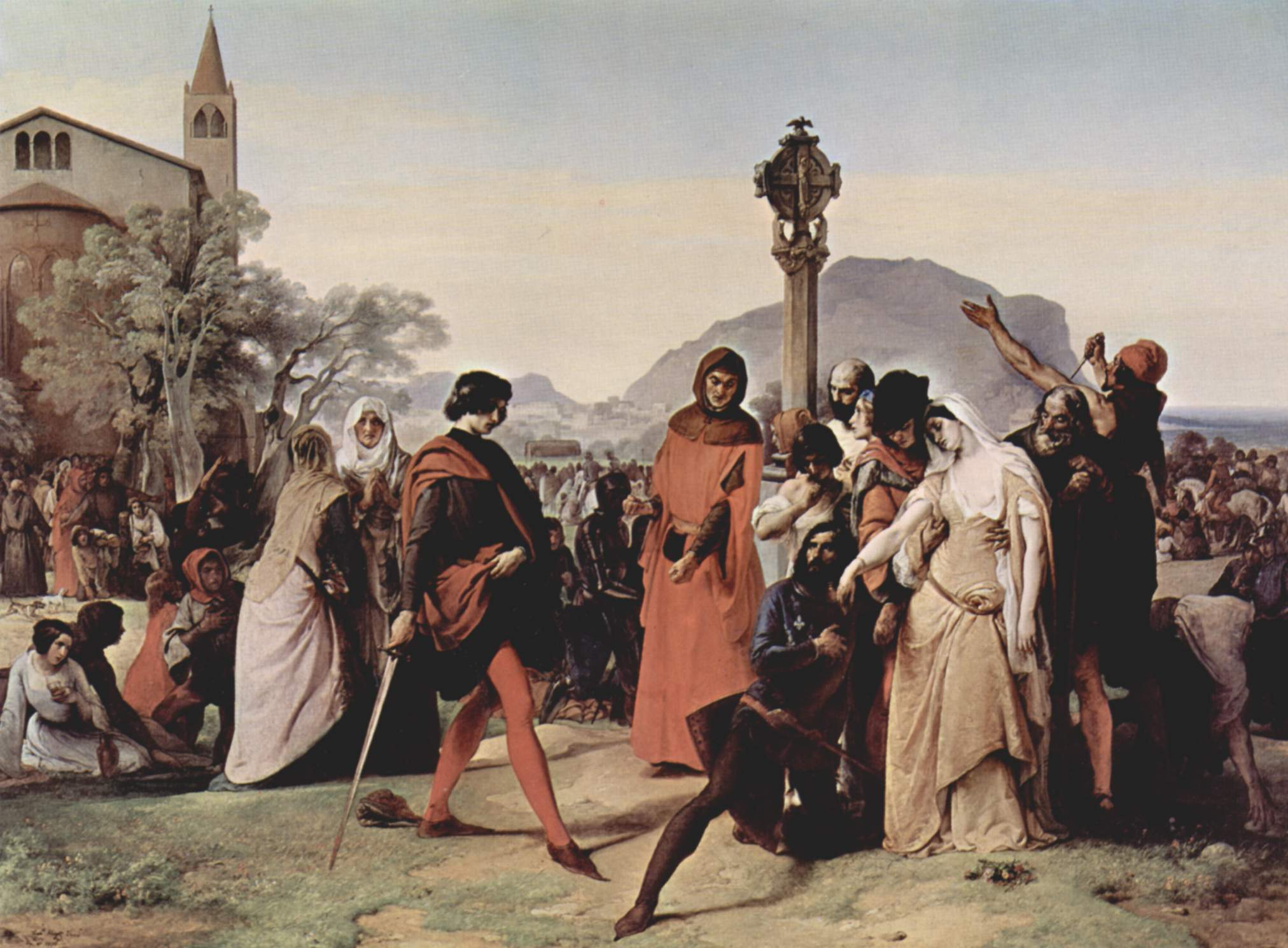
Francesco Hayez, Primo atto dei Vespri siciliani

Durante l'Ottocento, nacque il Dramma romantico. Ci furono importanti autori promotori del genere, come Alessandro Manzoni e Silvio Pellico. Nella seconda metà del secolo, la tragedia romantica cedette il posto al Teatro verista, che vide fra i massimi esponenti Giovanni Verga ed Emilio Praga, ambedue provenienti dal movimento artistico degli scapigliati milanesi.
Il Dramma romantico fu preceduto da un periodo vicino al Neoclassicismo, rappresentato dall'opera drammatica di Ugo Foscolo e Ippolito Pindemonte rivolte alla tragedia greca. Lo stesso Vittorio Alfieri, che cavalca i due secoli, può essere definito, insieme a Vincenzo Monti, precursore e simbolo della tragedia neoclassica.
La lezione goldoniana si sviluppò nel corso di questo secolo. Si deve però scontrare con l'invasione di certi esiti francesi del Teatro dell'arte, già francesizzato sin dal secolo precedente, come la Comédie larmoyante che aprirono allo sviluppo del vero e proprio Dramma borghese italiano. Mentre tra gli eredi ottocenteschi della commedia goldoniana dobbiamo citare, fra gli altri, Giacinto Gallina, Giovanni Gherardo De Rossi e Francesco Augusto Bon.
Un'evoluzione simile al dramma teatrale avviene nel campo del teatro per musica. Il Melodramma romantico sostituisce, all'inizio di questo secolo, l'Opera buffa di stampo napoletano e poi veneziano. Nasceva un'opera vicina ai grandi temi medievaleggianti del periodo risorgimentale. Vari sono i librettisti che affiancano i musicisti costruendo dei nuovi tipi di narrazione epica per musica.
Da Felice Romani, librettista del primo ottocento per le opere di Bellini, fino ad Arrigo Boito e Francesco Maria Piave, che con i libretti per Giuseppe Verdi aprirono il periodo risorgimentale del teatro musicale italiano. Boito fu anche uno dei pochi che mise insieme il talento drammaturgico con quello musicale. La sua opera Mefistofele, con musica e libretto dell'autore, rappresenta forse un unicum nel panorama del melodramma italiano.
Rimase comunque anche in questo secolo l'eredità, ormai pluricentenaria, della Commedia dell'arte nel teatro dialettale che continuò a mettere in scena le maschere. Il teatro dialettale scavalcò tranquillamente il '700 e continuò nella messinscena delle sue commedie. Fra i più importanti autori di questo genere popolare ci furono Luigi Del Buono, che a Firenze, continuò anche nell'Ottocento a mettere in scena il personaggio di Stenterello. Altro autore Ottocentesco di teatro dialettale fu il Pulcinella Antonio Petito. Semianalfabeta Petito era colui che aveva preso in mano il monopolio del teatro napoletano. I suoi canovacci erano stati modernizzati e Pulcinella era diventato anche un simbolo politico. Avversario dell'Assolutismo di fine '700, il pulcinella dell'800 si presentò fino alla metà del secolo filoborbonico.
D'altronde il personaggio napoletano aveva avuto il suo massimo splendore proprio sotto il regno dei Borboni. In un'Italia piemontese, il ruolo centrale di Napoli finì e la sua maschera rimase in ombra, ormai limitata a pochi teatri pulcinelleschi come il Teatro San Carlino. Sempre nell'ambito del teatro dialettale napoletano, fu il commediografo Eduardo Scarpetta a imporsi come erede del Petito nei decenni post-unitari. Egli fu anche l'iniziatore di una dinastia che dominò la scena teatrale napoletana per decenni e artefice della maschera di Felice Sciosciammocca; l'opera che più spicca nella sua prolifica produzione è Miseria e nobiltà, la cui fama presso le ultime generazioni è dovuta anche alla trasposizione filmica del 1954 con Totò nel ruolo di protagonista.

## Il XX secolo

### La prima metà del secolo

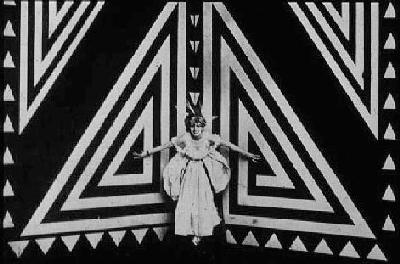
Thais di Anton Giulio Bragaglia con scenografie futuriste di Enrico Prampolini

Durante il XX secolo nascono importanti autori drammaturghi che pongono le basi per il Teatro italiano moderno. Su tutti spicca il genio di Luigi Pirandello, considerato "padre del teatro moderno". Con l'autore siciliano, nacque il Dramma psicologico, caratterizzato essenzialmente dall'aspetto introspettivo. Un altro grande esponente del teatro drammaturgico del novecento fu Eduardo De Filippo. Egli, figlio del già citato Eduardo Scarpetta, riuscì a ripristinare il dialetto all'interno dell'opera teatrale, eliminando la diffusa concezione dei tempi addietro che definivano l'opera dialettale come opera di secondo livello. Con Eduardo, nacque il Teatro popolare.
All'inizio del secolo si fecero sentire forti le influenze delle Avanguardie storiche: Futurismo, Dadaismo e Surrealismo. Soprattutto il futurismo cercò di cambiare l'idea di teatro moderno adattandola alle nuove idee. Filippo Tommaso Marinetti s'interessò di scrivere i vari Manifesti futuristi sulla sua nuova idea di teatro. Insieme a Bruno Corra e Francesco Cangiullo creò quello che fu chiamato Teatro sintetico. In seguito i futuristi costituirono una compagnia, diretta da Rodolfo De Angelis, che fu chiamata Teatro della sorpresa. La presenza di uno scenografo come Enrico Prampolini spostò l'attenzione più sulle scenografie modernissime che sulla recitazione, spesso deludente.
Un altro personaggio che frequentò il teatro in questo periodo, senza notevole successo al confronto di altre produzioni letteraria e poetica, fu Gabriele D'Annunzio. Di lui sono rimaste delle tragedie d'ambito classico, vicine al gusto Liberty caratteristico di tutta la produzione del poeta-guerriero.

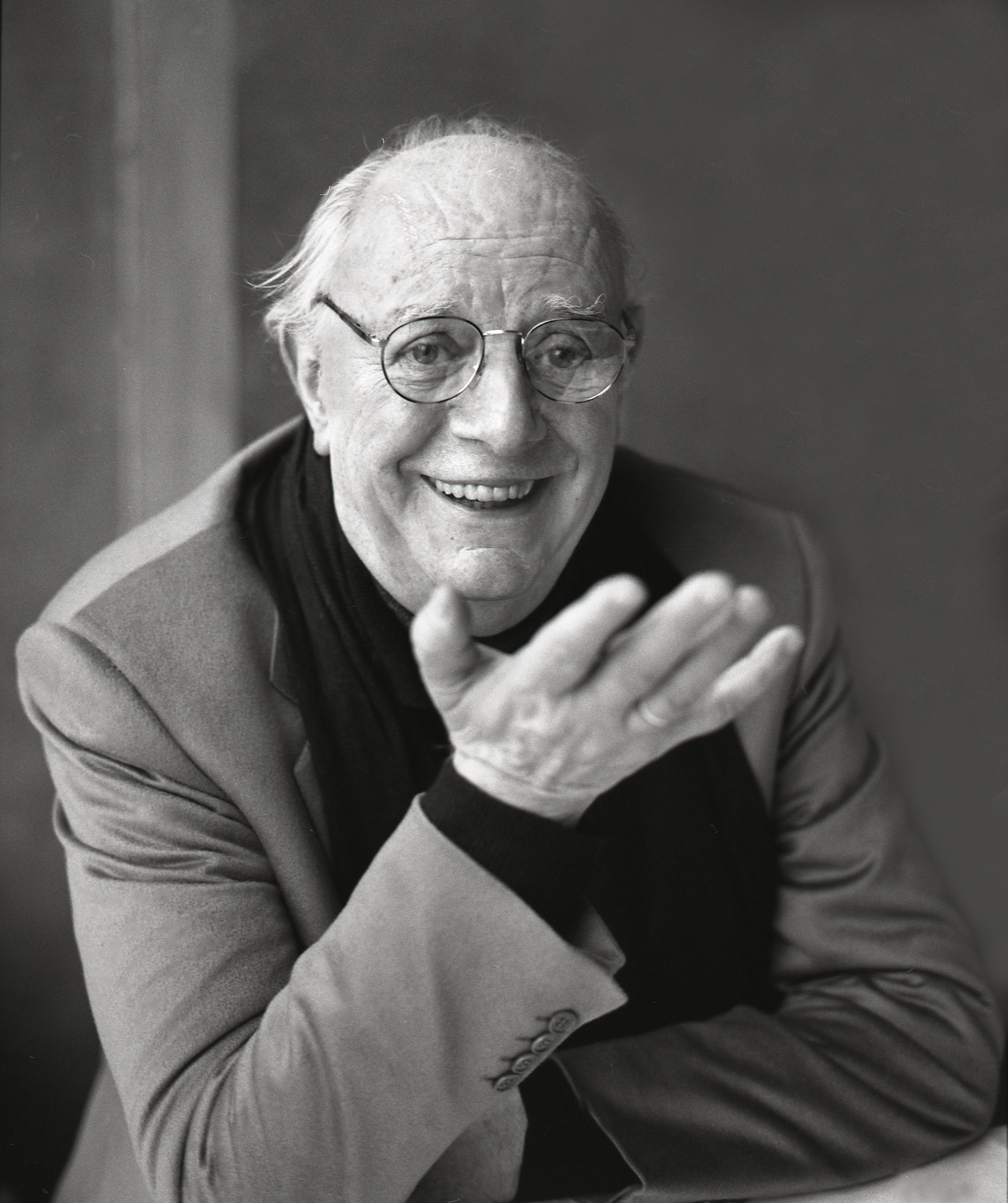
Dario Fo, vincitore del premio Nobel per la letteratura nel 1997

Nel contempo nacque, e fu un fenomeno tutto italiano o quasi, il Teatro grottesco. Fra gli altri frequentatori di questo genere si possono annoverare Massimo Bontempelli, Luigi Antonelli, Enrico Cavacchioli, Luigi Chiarelli, Rosso di San Secondo e lo stesso Pirandello nelle sue prime commedie.
Nel periodo del Fascismo il teatro fu tenuto in grande considerazione. Nonostante questo il teatro durante il regime non fu un mezzo di propaganda politica, questo era più che altro demandato al cinema, lo spettacolo popolare per eccellenza.
Giovanni Gentile stilò un manifesto d'appoggio al regime degli intellettuali italiani. Tra i firmatari alcune figure importanti del teatro del periodo: Luigi Pirandello, Salvatore di Giacomo, Filippo Tommaso Marinetti e Gabriele D'Annunzio.
Nel 1925 il filosofo Benedetto Croce contrappose il suo Manifesto degli intellettuali antifascisti, sottoscritto, fra gli altri, dai drammaturghi Roberto Bracco e Sem Benelli. Durante questo periodo furono importanti i due registi della famiglia Bragaglia: Carlo Ludovico e Anton Giulio che si affiancarono alle produzioni più sperimentali del periodo, in seguito passarono al cinema.
Il secondo dopoguerra fu caratterizzato dal Teatro di rivista. Questo era già presente in precedenza con grandi attori-autori come Ettore Petrolini. Dalla rivista s'imposero attori come Erminio Macario e Totò. Poi furono importanti anche le grandi compagnie come quella di Dario Niccodemi e attori del livello di Eleonora Duse, Ruggero Ruggeri, Memo Benassi e Sergio Tofano.
Altrettanto importante fu l'apporto dei grandi registi, nel teatro italiano del dopoguerra come Giorgio Strehler, Luchino Visconti e Luca Ronconi.
Un esperimento interessante fu quello di Dario Fo, che fu molto influenzato dal Teatro epico e politico di Bertolt Brecht, ma contemporaneamente restituì al teatro italiano la centralità dell'attore puro in termini ruzanteschi con la sua opera Mistero buffo che con il grammelot ci consegnava il teatro dei buffoni e cantastorie del medioevo.

### La seconda metà del secolo
Più legato allo sperimentalismo è stato il teatro di Carmelo Bene. Anche l'attore-drammaturgo pugliese cercò di riportare al centro dell'attenzione la recitazione, rimaneggiando i testi del passato, da Shakespeare a Alfred De Musset, ma anche Manzoni e Majakovskij.
Merita inoltre di essere ricordata l'esperienza del drammaturgo lombardo Giovanni Testori, per l'ampiezza del suo impegno - fu scrittore, regista, impresario -, la multiformità dei generi praticati, lo sperimentalismo linguistico: egli lavorò lungamente con l'attore Franco Branciaroli ed insieme hanno influenzato profondamente il teatro milanese del dopoguerra.

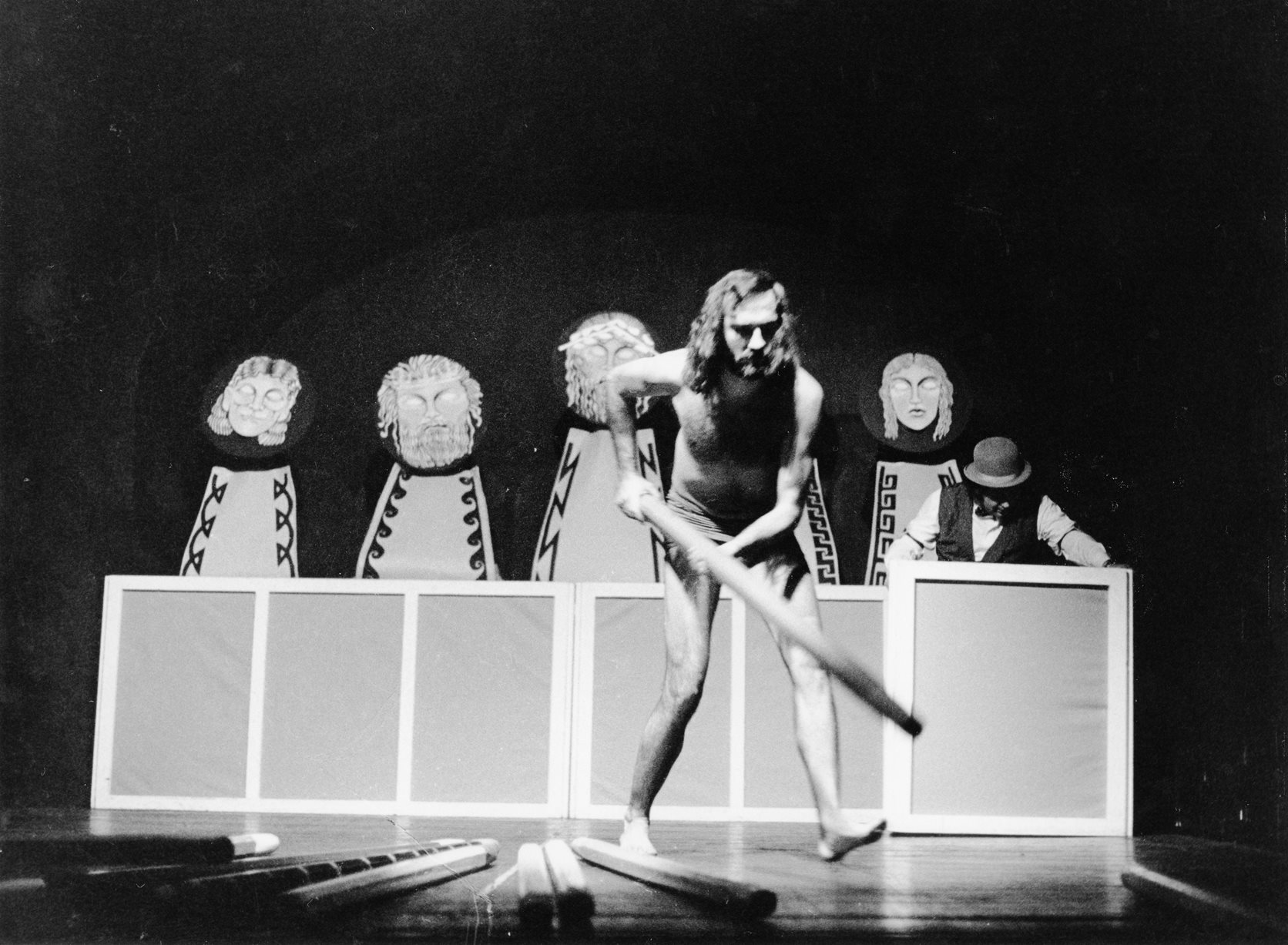
Mario Ricci-Lungo viaggio di Ulisse. Teatro Abaco-1972-Foto Agnese De Donato

È il 1959 l’anno dell’esordio a Roma di tre figure centrali della nuova scena italiana. Oltre a Carmelo Bene (attore con Alberto Ruggiero), Claudio Remondi e Carlo Quartucci (con lui esordisce Leo De Berardinis): si ha una vera rivoluzione, dove il testo non è più da servire, da mettere in scena, ma l’occasione, il pretesto per un'operazione che trova la sua ragione direttamente sulla scena, (La Scrittura scenica). Su questa linea si colloca il teatro di Gian Carlo Riccardi che in seguito alla collaborazione con l'avanguardia teatrale romana, dà vita all'inizio degli anni '60 al Gruppo Teatro Laboratorio Arti Visive, realizzando sperimentazioni teatrali caratterizzate dall'influenza del linguaggio pittorico e scultoreo. Sul finire degli anni ’60, il Nuovo Teatro risente fortemente del clima di rinnovamento culturale della società occidentale, si contamina con le altre arti e le ipotesi delle Avanguardie di Inizio secolo. Con Mario Ricci,  poi con Giancarlo Nanni, entrambi provenienti dalla pittura, una seconda stagione prenderà il nome di Teatro Immagine, proseguita da Giuliano Vasilicò, Memè Perlini, il Patagruppo, Pippo di Marca, Silvio Benedetto e Alida Giardina con il loro Teatro Autonomo di Roma. Un teatro aveva spesso sede in ‘cantine’, spazi alternativi, fra tutti il teatro Beat ’72 di Roma, di Ulisse Benedetti e Simone Carella.Nella seconda parte degli anni ’70 è la terza avanguardia, battezzata dal decano dei critici specializzati Giuseppe Bartolucci,  Postavanguardia , un teatro caratterizzato da un copioso uso della tecnologia (amplificazioni, immagini, filmati), e la marginalità del testo, con gruppi come Il Carrozzone (poi Magazzini Criminali), La Gaia Scienza, Falso Movimento, Teatro Studio di Caserta, Dal Bosco-Varesco, Teatroinaria di Alessandro Berdini. 
Negli anni '80, precisamente nel 1985, venne riformata la normativa di finanziamento pubblico alle produzioni nazionali dello spettacolo, istituendo il FUS, Fondo unico per lo spettacolo, finanziato annualmente con la legge finanziaria e ripartito tra i vari settori con decreto del Ministero della cultura.
Lo sperimentalismo di fine secolo ci porta verso nuove frontiere dell'arte teatrale, consegnata in Italia a nuove compagnie come i Magazzini Criminali, i Krypton e Socìetas Raffaello Sanzio, ma anche compagnie frequentatrici di un teatro più classico come la compagnia del Teatro dell'Elfo di Gabriele Salvatores. Fra i grandi attori di parola del '900 sono da ricordare Vittorio Gassman, Giorgio Albertazzi, Enrico Maria Salerno.
Il teatro italiano a cavallo fra il Novecento e gli anni 2000 si è avvalso anche dell'opera dell'autore-attore Paolo Poli.

## XXI secolo
In seguito si sono affermati, in campo teatrale, monologhisti importanti come Marco Paolini e Ascanio Celestini, autori di un teatro di narrazione basato su un approfondito lavoro di ricerca, o autori e monologhisti come Alessandro Bergonzoni.
Nei primi anni 2010, dall'esperienza dei teatri stabili e dal tentativo di riorganizzare i finanziamenti pubblici verso quegli enti che presentino un'amministrazione diretta delle sale e della produzione drammaturgica, si è decisa la riforma della categoria, con l'istituzione nel 2014 dei Teatri Nazionali e dei Teatri di rilevante interesse culturale (o TRIC).